# 듀메릴왕뱀
듀메릴보아(Acrantophis dumerili)는 뱀목 보아과 마다가스카르보아속에 속하는 뱀의 일종이다. 마다가스카르 남서부의 고유종이다.

## 형태
두부배면(頭部背面)의 비늘은 소형으로, 눈에 접한 비늘의 수는 11 - 16개이다. 배면(背面)의 색채(色彩)는 담갈색이나 명갈색으로, 갈색이나 황갈색의 복잡한 얼룩무늬가 들어간다. 이 체색(體色)은 앞면층에서는 낙엽이나 퇴적물과 분간할 수 없게 된다고 여겨진다. 출산짓후의 어린 뱀은 전장60cm정도이다. 어린 뱀의 체색(體色)은 빨간색 또는 핑크색, 오렌지색을 띠다.

## 생태
건조림(乾燥林)에 서식한다. 지표둥지이지만, 어린 뱀은 나무위로 올라가는 경우도 많다. 야행성으로, 낮에는 앞면층의 퇴적물이나 땅속에 구멍 등에서 쉰다. 식성은 육식성으로 주로 소형포유류를 먹지만, 조류를 먹는 경우도 있다. 사냥감을 숨어서 기다려서, 사냥감이 접근하면 재빨리 달려들며 물며 단단히 졸라서 포식한다. 번식형태는 난태생이다. 임신기간은 약8개월이다. 1회에 2-21마리의 어린 뱀을 낳다.

## 인간과의 관계
개발에 의한 서식지의 파괴, 교통사고, 애완동물용의 남획 등에 의해 서식수는 감소하고 있다. 사육하에서 번식시킨 개체를 멸종한 지역에 재도입하는 시도가 진행되고 있다.